# 妙泉寺 (岡山市北区)
妙泉寺（みょうせんじ）は、岡山県岡山市北区建部町川口にある日蓮宗の寺院。山号は泉福山。旧本山は建部妙福寺、生師法縁。
旧建部町には龍渕寺、眞淨寺、妙福寺、孝徳寺、定林寺、蓮光寺、妙円寺、妙浄寺、成就寺等がある。

## 歴史
天正2年（1574年）豊楽寺の末寺があった字岡中の地に日蓮宗に改宗した泉福寺を移転し寿福院日存が泉福山妙泉寺を創建した。寛文年間（1661年‐1673年）蓮住坊日運が京都の不受不施派日船等と交流して宗勢の拡大をはかったが寺運は衰退した。享保14年（1729年）慈明院日信、明和4年（1767年）圓妙院日念、明和7年（1770年）一乗院日重等が番神堂、菅原神社等を建立し再興に尽力したという。
現在の本堂は大正5年（1916年）5月10日寶圓（15世）の代に建立落成されたもの。この時あわせて諸仏を修理造立した。

## 境内
- 本堂

## 歴代
- 寿福院日存

## 旧末寺
日蓮宗は昭和16年（1941年）に本末を解体したため、現在は旧本山、旧末寺と呼びならわしている。
- 千間山蓮久寺（岡山県久米郡久米南町下弓削）
- 法意山龍泉寺（岡山県久米郡久米南町上神目）